# Телевидение «вслед за эфиром»
Телевидение catch up («вслед за эфиром») — это технология, позволяющая смотреть телевизионные передачи с помощью интернета через некоторое время после их выхода в телевизионный эфир. Как правило, передачи остаются доступными для просмотра в течение некоторого времени. Таким образом, зритель получает возможность посмотреть пропущенную передачу или пересмотреть понравившуюся программу.
Технология catch up доступна на порталах, размещающих лицензионный видеоконтент. Видеопорталы работают с правообладателями (телеканалами), размещая их видеоконтент в рамках лицензионных соглашений. Правообладатели могут иметь собственный онлайн ресурс или же прибегать к услугам Интернет-агрегаторов (порталов, размещающих контент сразу нескольких правообладателей).
На Западе телевидение «вслед за эфиром» широко развито, один из ведущих агрегаторов видео контента — портал Hulu.com — собирает многомиллионную аудиторию пользователей ежемесячно. Именно услуга телевидения вслед за эфиром (catch up TV) стала основным фактором перехода на цифровое интерактивное ТВ в США. В России эта услуга доступна на видео порталах, лидером направления является портал Zabava.ru, который размещает ряд телепередач таких каналов, как Россия 1, РЕН, МУЗ-ТВ, Россия 24, Спорт 1, Пятый канал, Моя планета, Россия 2, Россия К. Причём видео можно смотреть не только на сайте, но и на телевизоре с функцией выхода в Интернет, и различных гаджетах — iPhone, iPad, Android. Пользователи могут смотреть видео бесплатно, в рамках рекламной модели (в каждое видео интегрируются рекламные ролики). Видео невозможно скачать с портала, его можно посмотреть лишь в режиме реального времени легально.
Для размещения на сайте видео специальным образом оцифровывается в несколько потоков. На Zabava.ru их на сегодня 5 — три качества видео (низкое, среднее и высокое), поток для мобильных телефонов и поток для телевизоров. Если видео в режиме «вслед за эфиром» пишется с эфира, то после записи оно нарезается видеомонтажёром, из него удаляется вся телевизионная реклама, после этого оцифровывается, проверяется и описывается редактором, и только потом размещается на портале. С таким технологическим процессом и связана задержка появления видео на портале после эфира.